# Домангарт I
Домангарт I (Домангарт мак Фергуса; гэльск. Domangart mac Fergusa; умер в 507) — король Дал Риады с 501 по 507 год.

## Биография
Домангарт I был сыном первого исторически достоверного короля Дал Риады Фергуса I. Согласно преданиям, Домангарт присутствовал при кончине «апостола Ирландии» святого Патрика.
Домангарту I наследовал его сын Комгалл.